# Valbois
Valbois és un municipi francès situat al departament del Mosa i a la regió del Gran Est. L'any 2007 tenia 112 habitants.

## Demografia

### Població
El 2007 la població de fet de Valbois era de 112 persones. Hi havia 44 famílies, de les quals 16 eren unipersonals (12 homes vivint sols i 4 dones vivint soles), 12 parelles sense fills i 16 parelles amb fills.
La població ha evolucionat segons el següent gràfic:
Habitants censats

### Habitatges
El 2007 hi havia 66 habitatges, 47 eren l'habitatge principal de la família, 13 eren segones residències i 6 estaven desocupats. 62 eren cases i 4 eren apartaments. Dels 47 habitatges principals, 40 estaven ocupats pels seus propietaris, 6 estaven llogats i ocupats pels llogaters i 1 estava cedit a títol gratuït; 1 tenia una cambra, 4 en tenien tres, 15 en tenien quatre i 27 en tenien cinc o més. 36 habitatges disposaven pel capbaix d'una plaça de pàrquing. A 22 habitatges hi havia un automòbil i a 23 n'hi havia dos o més.

### Piràmide de població
La piràmide de població per edats i sexe el 2009 era:
| Homes | Edats   | Dones |
| ----- | ------- | ----- |
| 0     | 95 o +  | 0     |
| 0     | 90 a 94 | 0     |
| 0     | 85 a 89 | 0     |
| 0     | 80 a 84 | 0     |
| 0     | 75 a 79 | 4     |
| 0     | 70 a 74 | 8     |
| 4     | 65 a 69 | 8     |
| 0     | 60 a 64 | 0     |
| 0     | 55 a 59 | 0     |
| 0     | 50 a 54 | 4     |
| 4     | 45 a 49 | 0     |
| 4     | 40 a 44 | 0     |
| 12    | 35 a 39 | 8     |
| 4     | 30 a 34 | 4     |
| 0     | 25 a 29 | 0     |
| 0     | 20 a 24 | 0     |
| 0     | 15 a 19 | 0     |
| 0     | 10 a 14 | 4     |
| 12    | 5 a 9   | 0     |
| 4     | 0 a 4   | 4     |

## Economia
El 2007 la població en edat de treballar era de 72 persones, 51 eren actives i 21 eren inactives. De les 51 persones actives 48 estaven ocupades (26 homes i 22 dones) i 3 estaven aturades (2 homes i 1 dona). De les 21 persones inactives 9 estaven jubilades, 9 estaven estudiant i 3 estaven classificades com a «altres inactius».
Activitats econòmiques
Dels 4 establiments que hi havia el 2007, 1 era d'una empresa de fabricació d'altres productes industrials i 3 d'empreses de construcció.
Dels 2 establiments de servei als particulars que hi havia el 2009, 1 era un paleta i 1 lampisteria.
L'any 2000 a Valbois hi havia 4 explotacions agrícoles.

## Poblacions més properes
El següent diagrama mostra les poblacions més properes.